# Neobisium borense
Espèce
Neobisium borense est une espèce de pseudoscorpions de la famille des Neobisiidae.

## Distribution
Cette espèce est endémique de Serbie. Elle se rencontre à Bor dans une grotte sur le mont Stol.

## Description
Le mâle holotype mesure 3,68 mm.

## Étymologie
Son nom d'espèce, composé de bor et du suffixe latin -ensis, « qui vit dans, qui habite », lui a été donné en référence au lieu de sa découverte, Bor.

## Publication originale
- Ćurčić, Dimitrijević & Ćurčić, 2011 : Neobisium borense sp. n. (Pseudoscorpiones: Neobisiidae), a New Endemic Species from East Serbia. Acta Zoologica Bulgarica, vol. 63, no 1, p. 3-6.